# 글로벌 스타크래프트 II 팀 리그
글로벌 스타크래프트 II 팀 리그(Global STARCRAFT II Team League, GSTL)는 곰TV가 주최하고 블리자드 엔터테인먼트가 후원하는 세계 최초의 스타크래프트 II 공식 팀 리그 대회이다. 곰TV의 인터넷 방송 플랫폼을 통하여 전 세계 180여개국에 동시 생중계 된다.
2014년 1월 28일 E스포츠 연맹이 해체됨에 따라 역사속으로 사라졌다.

## 진행 방식
- 2011 GSTL Feb. ~ 2011 GSTL May. : 승자연전방식으로 경기 당 7전 4선승제 결승은 9전 5선승제로, 8강 토너먼트로 진행했다.

- 2011 GSTL Season 1 : 12개 팀이 6개 팀으로 주피터 리그와 비너스 리그로 나뉘어 페넌트레이스 / 포스트 시즌 방식으로 진행하였다. 포스트 시즌은 6강 플레이오프로 진행되었으며 주피터 2위 vs 비너스 3위, 주피터 3위 vs 비너스 2위로 진행하고 승리 팀이 각각 주피터 1위, 비너스 1위 팀과 맞붙어 4강 플레이오프를 진행하고 이 경기에서 승자팀들이 최종 결승에서 맞붙는다. 승자연전방식으로 경기 당 7전 4선승제로 진행했다. 단 플레이오프나 결승전의 경우 9전 5선승제로 진행했다.

- 2012 GSTL Season 1 ~ 2012 핫식스 GSTL Season 3 : 전 경기가 9전 5선승제로 진행했다.

- 2013 GSTL Season 1 ~ 2013 GSTL Season 2 : 2011 GSTL Season 1의 방식과 동일해졌다. 단 포스트 시즌은 5강 플레이오프로 진행된다.

## 역대 리그
| 회차 | 기간                   | 리그 명칭                               | 우승팀          | 경기 결과 | 준우승팀   |
| ---- | ---------------------- | --------------------------------------- | --------------- | --------- | ---------- |
| 1    | 2011년 2월 7일 ~ 10일  | 글로벌 스타크래프트 II 팀 리그 February | IM              | 5 : 4     | STARTALE   |
| 2    | 2011년 3월 21일 ~ 24일 | 글로벌 스타크래프트 II 팀 리그 March    | SlayerS         | 5 : 4     | IM         |
| 3    | 2011년 5월 16일 ~ 19일 | 글로벌 스타크래프트 II 팀 리그 May      | SlayerS         | 5 : 4     | MVP        |
| 4    | 2011년                 | 2011 GSTL 시즌 1                        | MVP             | 5 : 3     | Prime      |
| 5    | 2012년                 | 2012 GSTL 시즌 1                        | Prime           | 5 : 2     | STARTALE   |
| 6    | 2012년                 | 2012 핫식스 GSTL 시즌 2                 | FXOpen          | 5 : 0     | SlayerS_EG |
| 7    | 2012년                 | 2012 핫식스 GSTL 시즌 3                 | FXOpen          | 5 : 3     | MVP        |
| 8    | 2013년                 | 2013 벤큐 GSTL 시즌 1                   | LG-IM           | 5 : 3     | MVP        |
| 9    | 2013년                 | 2013 핫식스 GSTL 시즌 2                 | 엑시옴 - 에이서 | 1:1       | 아주부     |

## 같이 보기
- 글로벌 스타크래프트 II 리그
- 스타크래프트 리그